# 34197 Susrinivasan
34197 Susrinivasan è un asteroide della fascia principale. Scoperto nel 2000, presenta un'orbita caratterizzata da un semiasse maggiore pari a 2,2499034 au e da un'eccentricità di 0,1309425, inclinata di 7,97398° rispetto all'eclittica.